# Tournoi de tennis de Bretton Woods
Le tournoi de Bretton Woods (New Hampshire, États-Unis) est un tournoi de tennis professionnel masculin du circuit (ATP) qui a été organisé de 1972 à 1974. Il a été remplacé au calendrier 1975 par le tournoi de North Conway.

## Palmarès messieurs

### Simple
| No | Date       | Nom et lieu du tournoi             | Catégorie | Dotation | Surface      | Vainqueur      | Finaliste      | Score         |  |
| -- | ---------- | ---------------------------------- | --------- | -------- | ------------ | -------------- | -------------- | ------------- |  |
| 1  | 10-07-1972 | , Bretton Woods                    |           | NC $     | Dur (ext.)   | Cliff Richey   | Jeff Borowiak  | 6-1, 6-0      |  |
| 2  | 23-07-1973 | Volvo International, Bretton Woods |           | NC $     | Terre (ext.) | Vijay Amritraj | Jimmy Connors  | 7-5, 2-6, 7-5 |  |
| 3  | 05-08-1974 | Volvo International, Bretton Woods |           | NC $     | Terre (ext.) | Rod Laver      | Harold Solomon | 6-4, 6-3      |  |

### Double
| No | Date       | Nom et lieu du tournoi             | Catégorie | Dotation | Surface      | Vainqueurs                 | Finalistes                      | Score         |  |
| -- | ---------- | ---------------------------------- | --------- | -------- | ------------ | -------------------------- | ------------------------------- | ------------- |  |
| 1  | 10-07-1972 | , Bretton Woods                    |           | NC $     | Dur (ext.)   | John Alexander Fred Stolle | Nikola Pilić Cliff Richey       | 7-6, 7-6      |  |
| 2  | 23-07-1973 | Volvo International, Bretton Woods |           | NC $     | Terre (ext.) | Rod Laver Fred Stolle      | Robert Carmichael Frew McMillan | 7-6, 4-6, 7-5 |  |
| 3  | 05-08-1974 | Volvo International, Bretton Woods |           | NC $     | Terre (ext.) | Rod Laver Jeff Borowiak    | Georges Goven François Jauffret | 6-3, 6-2      |  |